# متحف آر أند إيه العالمي للجولف
يقع متحف آر أند إيه العالمي للجولف، المعروف سابقًا باسم المتحف البريطاني للجولف، (بالإنجليزية The R&A World Golf Museum) في سانت أندروز باسكتلندا. يمتلك المتحف ويديره مؤسسة آر أند إيه.
يوثق المتحف الذي افتتح في عام 1990 تاريخ لعبة الجولف من العصور الوسطى حتى الوقت الحاضر، بما في ذلك ألعاب الرجال والنساء البريطانية والدولية، للمحترفين والهواة على حد سواء. تشمل المعروضات المعدات التاريخية، والتذكارات والأعمال الفنية، والتوثيق، وتاريخ النادي الملكي والنادي القديم للجولف، وقواعد اللعبة وبعض مصطلحاتها.
أُنشيء المتحف في عام 1989 في مبنى قائم من طابق واحد خلف النادي. تم تجديد المبنى وتوسيعه لاحقًا على مساحة إجمالية قدرها 580 متر مربع (6,200 قدم2)، بما في ذلك مقهى على السطح. بدأ البناء في صيف 2014 واكتمل في يونيو 2015.
أُعيد افتتاح المتحف في 21 يونيو 2021 باسم متحف آر أند إيه للجولف، المعروف سابقًا باسم متحف الجولف البريطاني.

## متحف سيدات الجولف
يعرض المتحف جزءًا من مجموعة متحف سيدات الجولف، بينما توجد كتبه وصوره وما إلى ذلك في المجموعات الخاصة بمكتبة جامعة سانت أندروز . افتُتِح متحف سيدات الجولف في أبريل 1939 في نادي ليدي غولفرز في لندن، برئاسة إيزيت بيرسون رئيسة شركة مابل سترينجر. اندمج نادي سيدات الجولف مع نادي اجولف في عام 1961، ولكن بحلول عام 1968 كان على المتحف أن يجد منزلاً جديدًا، وعُرضت مجموعاته في نوادي لندن المختلفة، وعُرض من 1977 إلى 1980 في مكاتب شركة كولغيت - بالموليف. عُرضت مجموعاه أيضًا في المتحف الوطني للآثار في إدنبرة من عام 1982 إلى عام 1984، قبل الانتقال إلى مقره الحالي. تقدم المجموعة تاريخًا شاملاً للعب السيدات للجولف، وتتضمن مواد مثل كرات الجولف الخاصة برونا أدير Rhona Adair وأحذية هانا صوفيا وينغيت.

## صور لمتحف آر أند إيه العالمي الجولف

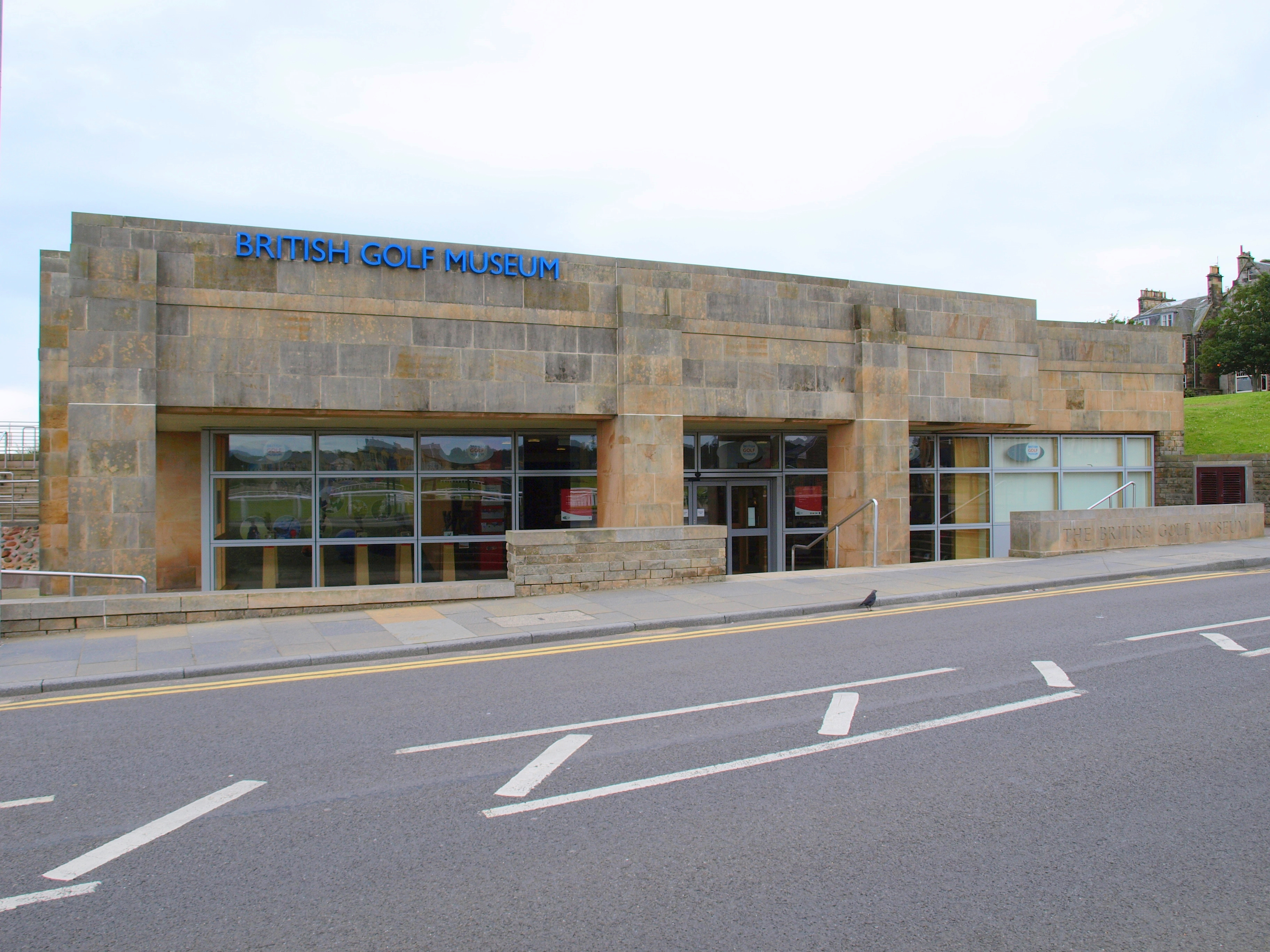
متحف الجولف البريطاني عام 2009 قبل تجديده
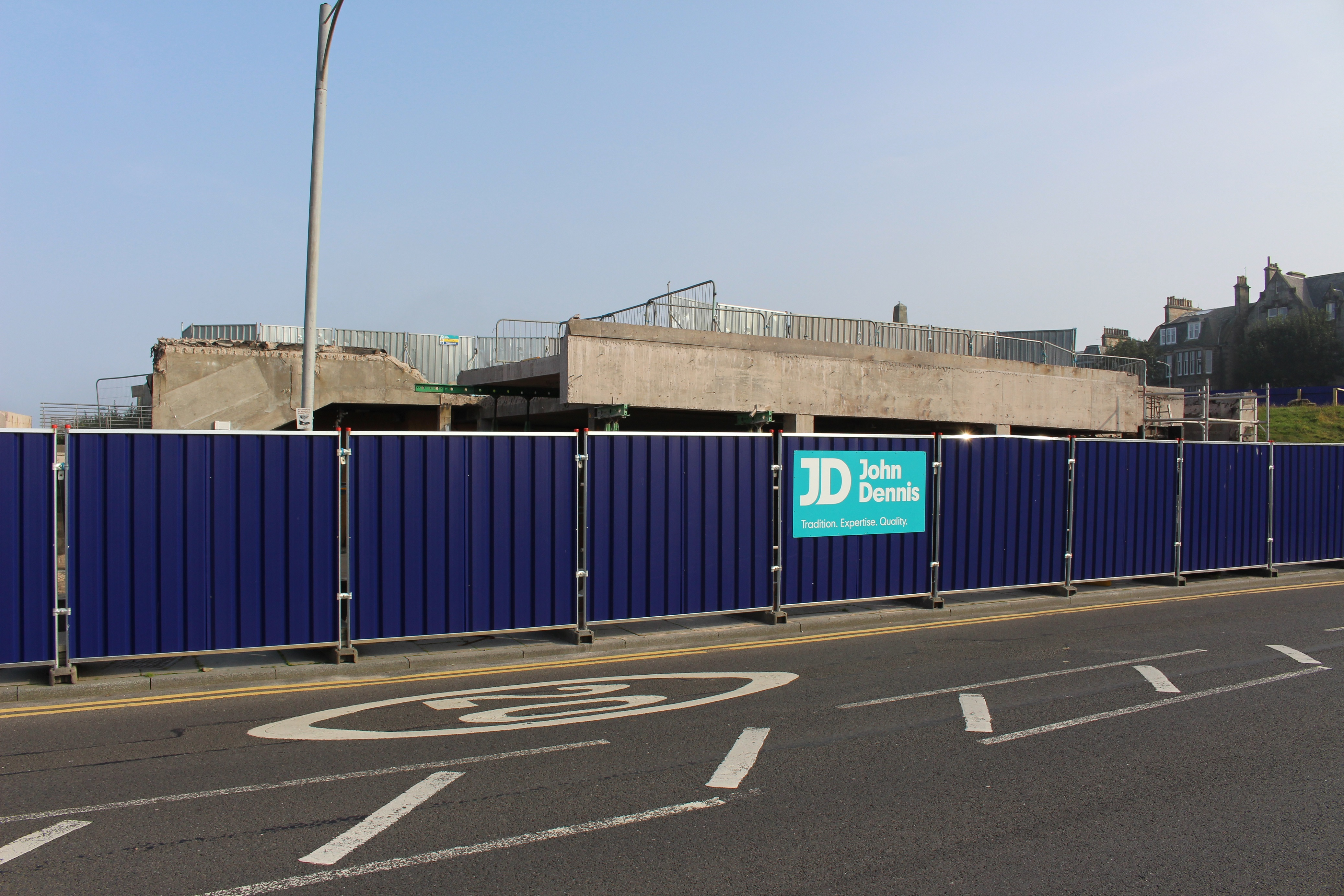
المتحف أثناء التجديد في عام 2014
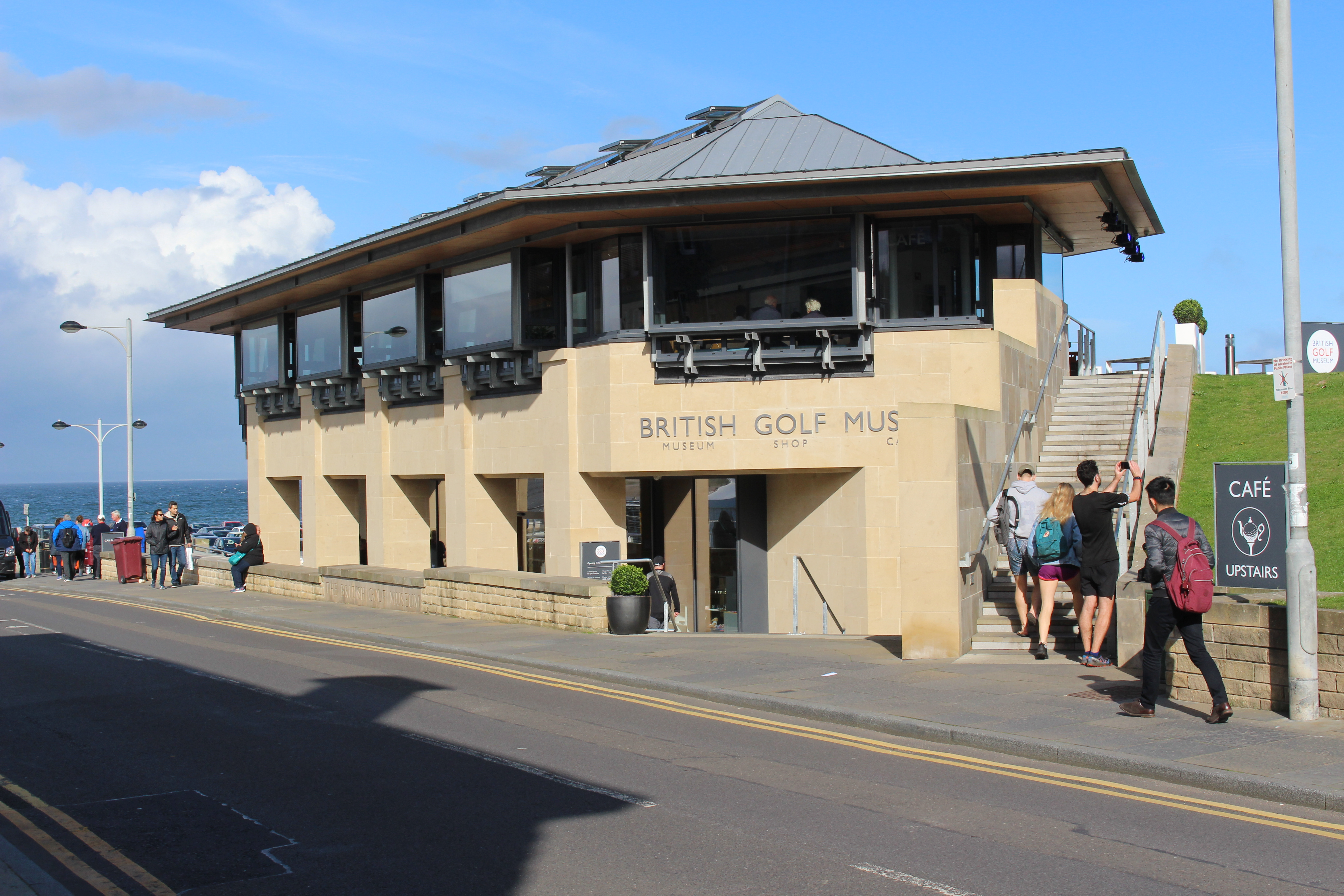
متحف الجولف البريطاني عام 2017
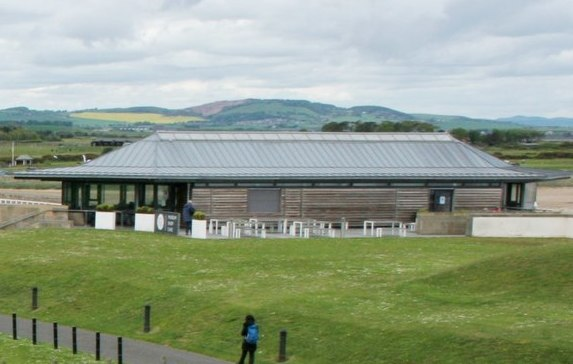
الجزء الخلفي من متحف الجولف البريطاني عام 2019

## روابط خارجية
- موقع رسمي

قالب:St Andrewsقالب:Golfقالب:Scottish Museums and Art Galleries